# ستيوارت هيل (لاعب كرة قدم كندية)
ستيوارت هيل (بالإنجليزية: Stewart Hill)‏ هو لاعب كرة قدم كندية أمريكي، ولد في 16 مارس 1962 في سياتل في الولايات المتحدة.